# ابن النيل (فلم)
ابن النيل فيلم مصري إنتاج 1951، بطولة شكري سرحان وفاتن حمامة واخراج يوسف شاهين.

## تمثيل
- شكري سرحان
- فاتن حمامة
- يحيى شاهين
- محمود المليجي
- فردوس محمد
- رياض القصبجي
- سميحة توفيق
- عمر الحريري

## روابط خارجية
- ابن النيل على موقع IMDb (الإنجليزية)
- ابن النيل على موقع ألو سيني (الفرنسية)
- ابن النيل على موقع فيلمافينيتي (الإسبانية)
- ابن النيل على موقع قاعدة بيانات الفيلم (الإنجليزية)
- ابن النيل على موقع ليتربوكسد (الإنجليزية)
- ابن النيل على موقع كينوبويسك (الروسية)